# Ниуафооу (плита)

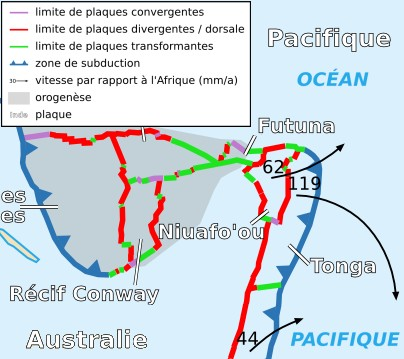
Расположение Плиты Ниуафооу

Плита Ниуафооу — тектоническая микроплита. Площадь — 0,00079 стерадиан. Обычно рассматривается в составеИндо-Австралийской плиты.
Расположена к западу от островов Тонга. Плита зажата между Тихоокеанской плитой на севере, весьма нестабильной плитой Тонга на востоке иИндо-Австралийской плитой на западе. Граничит также на западе с микроплитой Футуна. Плита ограничена со всех сторонконвергентными границами.